# Shabab Al-Ahli Dubaj
Nadi Szabab Al Ahli - Dubaj (arab. ‏نادي شباب الأهلي - دبي‎) – klub piłkarski pochodzący ze Zjednoczonych Emiratów Arabskich, grający w UAE Football League, mający siedzibę w mieście Dubaj. 

## Historia
Klub założony został w 1970 roku. Jest czterokrotnym mistrzem kraju i sześciokrotnym zdobywcą krajowego pucharu. Domowe mecze rozgrywa na stadionie Al-Rashid Stadium, mogącym pomieścić 18 tysięcy widzów. W 2017 roku doszło do połączenia trzech klubów Al Ahli Dubaj, Asz-Szabab Dubaj oraz Dubaj CSC w jeden klub Szabab Al Ahli Dubaj. Po tej fuzji zmieniono również datę założenia klubu na 1958 (data założenia Asz-Szabab) oraz logo, które od tej pory oprócz koloru czerwonego zawiera również zielony, który był symbolem Asz-Szabab.

## Sukcesy
- Mistrzostwo Zjednoczonych Emiratów Arabskich (9 razy): 1974–1975, 1975–1976, 1979–1980, 2005–2006, 2008–2009, 2013–2014, 2015–2016, 2022–2023, 2024–2025
- Wicemistrzostwo ZEA (2 razy): 2001, 2004
- Puchar Emira (6 razy): 1975, 1977, 1988, 1996, 2002, 2004